# Алмер (Јужна Каролина)
Алмер (Јужна Каролина) (енгл. Ulmer) град је у америчкој савезној држави Јужна Каролина.

## Демографија
По попису из 2010. године број становника је 88, што је 14 (-13,7%) становника мање него 2000. године.
| Група             | 2000.      | 2010.      |
| Белци             | 87 (85,3%) | 59 (67,0%) |
| Афроамериканци    | 12 (11,8%) | 25 (28,4%) |
| Азијати           | 0 (0,0%)   | 0 (0,0%)   |
| Хиспаноамериканци | 0 (0,0%)   | 2 (2,3%)   |
| Укупно            | 102        | 88         |